# ZK-383
A ZK-383 é uma submetralhadora desenvolvida pelos irmãos Koucký, que trabalharam na fábrica de armas pré-guerra Československá zbrojovka, akc.spol. (sob seu nome de Zbrojovka Brno após a Segunda Guerra Mundial) em Brno, Tchecoslováquia. Foi produzida em ritmo lento a partir de 1938 e exportada para lugares tão distantes como Bolívia e Venezuela.

## História
A ZK-383 foi exportada para muitos países europeus menores após sua data de início de produção em 1938. A produção da ZK-383 continuou na fábrica de armas de Brno mesmo durante a ocupação alemã durante a Segunda Guerra Mundial. A maioria das armas produzidas foi fornecida à Waffen-SS. Ela continuou a ser produzida em pequenos números no período pós-guerra e a produção terminou em 1948.  A ZK-383 foi lentamente eliminada por submetralhadoras menores e mais leves, como a Sa vz. 23. A Bulgária continuou a usá-la até a década de 1970.

## Projeto
A ZK-383 foi originalmente projetada para ser uma metralhadora leve, muito parecida com a Bren britânica e a DP27 soviética, apesar de disparar um cartucho de pistola e não um cartucho de fuzil de alta energia. Tornou-se uma submetralhadora individual que se assemelha à MP 18 alemã. Para uma submetralhadora, a ZK-383 era uma arma pesada e robusta. As versões militares possuíam canos destacáveis, um bipé integrado e miras do tipo fuzil, componentes considerados incomuns em submetralhadoras da época. A variante policial, designada ZK-383-P, não tinha esses recursos, assim como a ZK-383-H do pós-guerra.

## Recursos
A ZK-383 era equipada com um cano rapidamente destacável. O mecanismo de trava/liberação estava localizado abaixo da massa de mira. Ela dispara de um ferrolho aberto e, removendo o peso do ferrolho, o atirador pode alterar a cadência cíclica de 450 para 750 tiros por minuto. O carregador é inserido pelo lado esquerdo, como a Sten britânica. A trava de segurança manual era localizada na frente do gatilho, no lado esquerdo da arma. A ZK-383 tinha dois modos de disparo, semiautomático e automático. A seleção era feita por meio do uso de um puxão de gatilho curto ou longo. A coronha era feita de madeira e tinha um bipé dobrável. As armas apresentavam uma massa de mira com capuz e uma alça de mira tangente ajustável.

## Variantes
- ZK-383; Modelo de produção padrão
- ZK-383-P; Versão policial, sem bipé dobrável e cano destacável[1]
- ZK-383-H; Versão de produção pós-guerra que também não tinha um bipé e um cano destacável; em vez de um carregador do lado esquerdo, este modelo tinha um carregador inserido em baixo voltado para a frente

## Operadores
- Bolívia[4]
- Brasil[1]
- Bulgária[1]
- Tchecoslováquia[1]
- Alemanha[1]
- Roménia
- Eslováquia[5]
- Venezuela[1]
- Partisans Iugoslavos[6][7]